# جورج (فيقار)
جورج (بالإنجليزية: Bishop George)‏ هو فيقار أمريكي، ولد في 25 مايو 1950 في بلفيل في الولايات المتحدة.